# アフガニスタン解放機構
アフガニスタン解放機構（アフガニスタンかいほうきこう）略称ALOは、アフガニスタンの共産主義党派の一つである。

## 概要
この党派は1973年にファイズアフマドを指導者として青年進歩者協会（後のアフガニスタン共産党）のなかの永遠の炎運動から分裂する形で成立した。当時はアフガニスタン人民革命グループ、略称RGPAと名乗り1980年に現在の名称に改称した。
親ソ派のアフガニスタン人民民主党政権が登場すると中ソ対立の影響で毛派であったアフガニスタン解放機構は弾圧を受けることとなった。この結果1979年6月ムジャーヒディーンや「新民主主義」の内イスラム主義に傾倒したグループなどと共闘しアフガニスタン紛争 (1978年-1989年)に参加した。1979年8月5日には他のイスラム組織と共にカブールで「バラヒサールの蜂起」と呼ばれる武装蜂起を起こし政府軍に鎮圧される。このとき数十名の党員が逮捕されたり、または死亡した。このときモハマド・モーシン、モハマド・ダウドら中央委員会メンバーの一部も逮捕された。ＡＬＯはその後も人民民主党政府の弾圧やムジャーヒディーン内のイスラム過激派による内ゲバ襲撃で120名以上が殺害された。1986年11月12日にはファイズアフマドと六名の党員がグルブッディーン・ヘクマティヤールの率いるイスラム党の戦闘員によって暗殺される事件が発生した。